# (81822) Jamesearly
(81822) Jamesearly – planetoida z pasa głównego asteroid okrążająca Słońce w ciągu 4,69 lat w średniej odległości 2,8 j.a. Została odkryta 27 maja 2000 roku przez Myke’a Collinsa i Minora White’a w obserwatorium w miejscowości Anza w Kalifornii. Nazwa planetoidy upamiętnia Jamesa M. Early’ego (1922–2004) – amerykańskiego inżyniera, projektanta tranzystorów dla satelity komunikacyjnego Telstar 1.